# South Park: Post Covid: The Return of Covid
South Park: Post Covid: The Return of Covid, traduzido em português como South Park: Pós-Covid: A Volta da Covid, é um telefilme estadunidense de 2021 dirigido e escrito por Trey Parker. Este é o segundo de uma série telefilmes baseado na sitcom animada South Park lançado para o serviço de streaming Paramount+. Seu enredo conta a tentativa de Stan Marsh e Kyle Broflovski em voltar para o passado e impedir a pandemia de COVID-19.
Em 5 de agosto de 2021, Parker e Matt Stone assinaram um acordo de 900 milhões dólares com o Comedy Central para estender a sitcom até 2027 e produzir 14 filmes exclusivos para a plataforma de streaming da ViacomCBS, empresa controladora do Comedy Central. O título foi criado e produzido remotamente já que o estúdio permaneceu fechado por mais de um ano devido à pandemia e o enredo continua com o arco iniciado nos episódios especiais The Pandemic Special, South ParQ Vaccination Special e South Park: Post Covid.
The Return of Covid estreou em 16 de dezembro de 2021 e teve uma repercussão positiva por parte da audiência e da crítica especializada, embora alguns fãs não tenham gostado do desfecho final de Eric Cartman.

## Enredo
Em um flashback de Stan Marsh, os quatro protagonistas planejam chantagear uma colega de escola para conseguirem ingressos de um jogo do Denver Nuggets, mas a escola acaba frustrando os planos dos meninos ao interromper as aulas devido à pandemia de COVID-19. Com o passar do tempo, Stan começa a lembrar os eventos que o levaram a incendiar a fazenda de maconha da família, inadvertidamente matando sua irmã Shelly e provocando o suicídio de sua mãe Sharon.
No presente, a cidade ainda permanece em quarentena devido à nova variante da COVID-19. Randy está protegendo o último broto de maconha quando é encurralado por enfermeiros da casa de repouso da Shady Acres, mas acaba sendo salvo por Token Black e levado ao laboratório. Enquanto isso, Wendy Testaburger explica aos outros sobre a pesquisa de Kenny McCormick e que eles não conseguem passar pelo firewall de segurança sem um comando de voz dele ou de seu associado, Victor Chouce. No manicômio, Stan e Kyle descobrem que Chouce é na verdade Butters Stotch, que enlouqueceu gradualmente após ser abandonado por seus pais. Em seu isolamento, Butters começou a lucrar com criptomoeda não fungível (NFTs) e financiou a pesquisa de Kenny. Mais tarde, usa um artigo sobre a pesquisa de Kenny dado a ele por Kyle para convencer um guarda a libertá-lo do manicômio.
Na Igreja de South Park, o padre Scott Malkinson é abordado por Cartman e sua família. Com a intenção de impedir Kyle de implementar o plano de Kenny, Cartman forma a Fundação Contra a Viagem no Tempo (FAT) enquanto esconde sua família no sótão. Cartman captura Tweek e Craig e convence Clyde a se juntar à sua causa. Mais tarde, usa Butters como arma para incapacitar o grupo de Kyle e roubar os equipamentos da pesquisa de Kenny. Cartman enfim revela que sua intenção era matar Kyle no passado, enquanto os efeitos da lavagem cerebral de Butters começam a ser desfeitos. Wendy revela que o plano de Kenny não era prevenir a pandemia, mas salvar a amizade dos quatro e melhorar o futuro. Por sua vez, Token afirma que a fazenda de maconha de Randy estava apenas nas anotações como um lembrete para levar um pouco de maconha com ele. Deprimido, Randy perdoa Stan por suas ações e lhe dá sua última semente de maconha.
Clyde é escolhido por Cartman para viajar no tempo, quando Stan e Kyle chegam e usam suas Amazon Alexas para passar por Butters. Cartman e Kyle começam a brigar até que Yentl, a esposa de Cartman, o convence a permitir que os dois implementem seu plano. No entanto, Hackelm, o filho mais novo de Cartman, ativa a máquina, enviando Clyde de volta no tempo. No passado, Clyde pega a arma de seu pai, mas não consegue concluir o seu plano já que Stan, Kyle e Cartman, que também viajaram no tempo. Percebendo que não podem evitar a pandemia, Stan, Kyle e Cartman decidem mudar sua reação a ela. Eles abordam Heather Williams, a colega de escola no flashback inicial, e a chantageiam para conseguir ingressos para o jogo do Nuggets, onde os meninos se perdoam. Stan envia a Randy a variedade de maconha do futuro, que sintetiza em um especial distribuído gratuitamente. A maconha faz com que todos se desculpem por seu comportamento durante a pandemia, mudando o futuro. No futuro revisado, a vida de quase todas as pessoas, incluindo Sharon, Shelly e Kenny, mudou para melhor, enquanto Cartman se tornou um alcoólatra sem-teto.

## Elenco
- Trey Parker como Eric Cartman, Stan Marsh, Randy Marsh, Jimmy Valmer, Clyde Donovan, Ike Broflovski, Sr. Garrison, Sr. Mackey, Richard Tweak, Skeater, Stephen Stotch, Timmy Burch, Darwin, Hackelm Cartman, Moisha Cartman e LeBron James.[5]
- Matt Stone como Kyle Broflovski, Kenny McCormick, Kevin Stoley, Scott Malkinson, Butters Stotch, Tweek Tweak, Craig Tucker e Thomas Tucker.[5]
- April Stewart como Wendy Testaburger, Shelly Marsh e Sharon Marsh.[5]
- Mona Marshall como Yentl Cartman.[5]
- Kimberly Brooks como Margaret Nelson e Laura Tucker.[5]
- Adrien Beard como Token Black.[5]
- Delilah Kujala como Amazon Alexa.[5]
- Betty Boogie Parker como Menorah Cartman e Heather Williams.[5]

## Produção
Em 5 de agosto de 2021, Parker e Matt Stone assinaram um acordo de 900 milhões dólares com o Comedy Central para estender South Park até 2027 e produzir 14 filmes exclusivos para a plataforma de streaming Paramount+, da ViacomCBS. Dois meses depois, Parker e Stone se manifestaram sobre os projetos futuros e ofereceram mais informações sobre o acordo. De acordo com os criadores de South Park, a plataforma Paramount+ lançará dois filmes da franquia por ano, todos com duração média de uma hora.
The Return of Covid foi criado e produzido remotamente, já que o estúdio usado pela equipe interrompeu suas atividades devido à pandemia. Para os criadores da franquia, o trabalho remoto cobrou um peso humano, com Stone classificando o processo como "solitário".

## Repercussão
Post Covid: The Return of Covid recebeu, em geral, resenhas positivas de críticos especializados e fãs. Em janeiro de 2022, o filme teve 70% de aprovação da audiência do agregador de críticas Rotten Tomatoes. O contribuinte do The A.V. Club, Dan Caffrey, deu ao telefilme a nota B+, elogiando a direção surpreendente que envolve alguns de seus personagens mais antigos, mas ressaltou também que a quantidade de subenredos acabam estagnando a história principal. De acordo com Caffrey, The Return of Covid dá uma maior ênfase nos conflitos de Cartman e Butters Stotch, mostrando-os como pessoas "genuínas". Em contrapartida, o website brasileiro Plano Crítico afirmou que o telefilme "sofre duplamente a maldição do longa anterior de não conseguir sair da estrutura de episódio em tamanho avantajado.", com Parker errando na "sustentabilidade de suas gags" e entregando um "final que já nasce velho." Alguns fãs da franquia não gostaram da alteração negativa no futuro de Cartman.